# Kačulice
Kačulice (cyr. Качулице) – wieś w Serbii, w okręgu morawickim, w mieście Čačak. W 2011 roku liczyła 569 mieszkańców.